# 2307 Garuda
2307 Garuda este un asteroid din centura principală, descoperit pe 18 aprilie 1957.